# Roberto Carlos Ramos
Roberto Carlos Ramos (Belo Horizonte, 20 de novembro de 1965) é um pedagogo e contador de histórias brasileiro. Sua história de vida inspirou o diretor Luiz Villaça em seu filme O Contador de Histórias. Roberto Carlos deixou de ser menino de rua em Belo Horizonte, tornando-se personagem central de um filme, é contador de histórias, escritor e palestrante.

## Biografia
Roberto Carlos nasceu em uma família muito humilde da capital mineira, sendo o mais novo de 10 filhos. Viveu com a família até os seis anos de idade, quando, passando muitas necessidades, e sem ter como os pais criar tantos filhos, foi separado de seus irmãos, onde cada um seguiu um destino diferente. Roberto foi entregue por sua mãe a uma instituição, a Fundação para o Bem-estar do Menor (Febem), que mais tarde tornou-se a Fundação CASA, onde, desesperada, sua mãe possuía a esperança de que lá pudesse  garantir um futuro melhor para o filho.
| “ | Falava-se na época que a Febem era uma instituição preocupada com o bem-estar das crianças -- era o local onde recebiam boa alimentação e educação escolar. A mãe e o filho estavam esperançosos, embora tristes por se separarem. O menino pensava que estava deixando para trás uma vida miserável, e a mãe achava que um dia poderia reencontrar o filho, e que ele seria um grande doutor. | ” |
|   | — Roberto Carlos Ramos, . |   |

Até os treze anos, Roberto Carlos viveu na Febem entre fugas e retornos. Teve 132 fugas registradas, não se alfabetizou, envolveu-se com drogas e em atos infracionais pelas ruas de Belo Horizonte. Foi classificado pela instituição como "irrecuperável". De volta a instituição, foi adotado em 1978, aos treze anos, por uma pesquisadora francesa, Margherit Duvas, que estava visitando a Febem para sua tese de Doutorado, e acabou se encantando pelo menino, e comovida com sua história de vida, entrou na justiça para adotá-lo, e lhe dar uma nova chance de vida. Ela passou a viver em Belo Horizonte, pagou seus estudos e tratamento contra as drogas. Um ano depois, em 1979, já alfabetizado, Margherit conseguiu oficialmente a guarda de Roberto, e o levou para para a cidade francesa de Marselha, onde o menino  aprendeu a falar francês e concluiu os estudos. Roberto viveu nesta cidade por sete anos, até 1986, ano que completou vinte e um anos, ficando muito abalado pelo falecimento de sua mãe. Decidiu, então, deixar a Europa para retornar ao Brasil, onde conseguiu passar no vestibular, e cursou Pedagogia na Universidade Federal de Minas Gerais. Ao concluir o curso, retornou à Febem como estagiário, e adotou lá o primeiro dos 13 filhos que veio a adotar ao longo de sua vida.

## Obra
O pedagogo Roberto Carlos dedicou boa parte de sua carreira como escritor aos livros infantis. Seus livros possuem uma narrativa próxima às histórias narradas oralmente por ele, alguns acompanhados de cd de audio ou DVD's com animações ou com a presença do próprio Roberto Carlos contando as histórias.Sua obra consiste de cinco livros:
- A Arte de Construir Cidadãos: As 15 lições da Pedagogia do Amor [4]
- When The Night is Dark in Brazil
- Marambaia [5]
- O Contador de Histórias [1]
- Resgatando e Contando Nossas Histórias Folclóricas
- O Dia depois de amanhã em Minas
- O Morro e a Morte

## Prêmios e condecorações
- Membro da Associação Internacional de Contadores de História e Valorização da Expressão Oral de Marselha/França;
- Movimento GNT/A Vida Como Ela Pode Ser – Parque Ibirapuera SP: “Certificado de Participante do Movimento GNT, Paz nas Cidades;
- Agraciado entre 16 e 17 de agosto, em Seatle (EUA), com o prêmio “The Ten Best”, como um dos dez melhores contadores de história da atualidade;
- Agraciado com o premi Federasul (Federação das Indústrias do Estado do Rio Grande do Sul), como melhor palestra proferida em 2000;
- Agraciado em 3 de março de 2001 com a comenda da Paz Chico Xavier, pelo governo do Estado de Minas Gerais;
- Agraciado no dia 1º de maio de 2001 com o prêmio Sou Voluntário Sou Minas Gerais, na categoria Exemplos que Motivam;
- Agraciado em 24 de maio de 2002, com o prêmio máximo da indústria mineira, pela FIEMG, na categoria “Dignificação Humana”.

## Filme
O diretor cinematográfico descobriu a história de Roberto Carlos Ramos ao ler para o filho um livro infantil. Impressionado pela vida que Roberto Carlos levara, resolveu transformar a história em um filme, que produziu juntamente com Denise Fraga e estreou em agosto de 2009 no Brasil.